# Grand Prix automobile de Hongrie 1986
GP précédent GP suivant
Résultats du Grand Prix automobile de Hongrie de Formule 1 1986 qui s'est disputé sur l'Hungaroring le 10 août.

## Classement
| Pos. | No | Pilote             | Écurie                 | Tours | Temps/Abandon                      | Grille | Points |
| ---- | -- | ------------------ | ---------------------- | ----- | ---------------------------------- | ------ | ------ |
| 1    | 6  | Nelson Piquet      | Williams-Honda         | 76    | 2 h 00 min 34 s 508 (151,804 km/h) | 2      | 9      |
| 2    | 12 | Ayrton Senna       | Lotus-Renault          | 76    | + 17 s 673                         | 1      | 6      |
| 3    | 5  | Nigel Mansell      | Williams-Honda         | 75    | + 1 tour                           | 4      | 4      |
| 4    | 28 | Stefan Johansson   | Ferrari                | 75    | + 1 tour                           | 7      | 3      |
| 5    | 11 | Johnny Dumfries    | Lotus-Renault          | 74    | + 2 tours                          | 8      | 2      |
| 6    | 3  | Martin Brundle     | Tyrrell-Renault        | 74    | + 2 tours                          | 16     | 1      |
| 7    | 16 | Patrick Tambay     | Lola-Ford              | 74    | + 2 tours                          | 6      |        |
| 8    | 4  | Philippe Streiff   | Tyrrell-Renault        | 74    | + 2 tours                          | 18     |        |
| 9    | 26 | Philippe Alliot    | Ligier-Renault         | 73    | + 3 tours                          | 12     |        |
| 10   | 14 | Jonathan Palmer    | Zakspeed               | 70    | + 6 tours                          | 24     |        |
| Abd. | 25 | René Arnoux        | Ligier-Renault         | 48    | Moteur                             | 9      |        |
| Abd. | 15 | Alan Jones         | Lola-Ford              | 46    | Différentiel                       | 10     |        |
| Abd. | 20 | Gerhard Berger     | Benetton-BMW           | 44    | Différentiel                       | 11     |        |
| Abd. | 18 | Thierry Boutsen    | Arrows-BMW             | 40    | Panne électrique                   | 22     |        |
| Abd. | 2  | Keke Rosberg       | McLaren-TAG            | 34    | Suspension                         | 5      |        |
| Abd. | 19 | Teo Fabi           | Benetton-BMW           | 32    | Embrayage                          | 13     |        |
| Abd. | 24 | Alessandro Nannini | Minardi-Motori Moderni | 30    | Moteur                             | 17     |        |
| Abd. | 27 | Michele Alboreto   | Ferrari                | 29    | Collision                          | 15     |        |
| Abd. | 8  | Derek Warwick      | Brabham-BMW            | 28    | Collision                          | 19     |        |
| Abd. | 1  | Alain Prost        | McLaren-TAG            | 23    | Collision                          | 3      |        |
| Abd. | 21 | Piercarlo Ghinzani | Osella-Alfa Romeo      | 15    | Suspension                         | 23     |        |
| Abd. | 17 | Christian Danner   | Arrows-BMW             | 7     | Suspension                         | 21     |        |
| Abd. | 7  | Riccardo Patrese   | Brabham-BMW            | 5     | Sortie de piste                    | 14     |        |
| Abd. | 23 | Andrea De Cesaris  | Minardi-Motori Moderni | 5     | Moteur                             | 20     |        |
| Abd. | 29 | Huub Rothengatter  | Zakspeed               | 2     | Radiateur                          | 25     |        |
| Abd. | 22 | Allen Berg         | Osella-Alfa Romeo      | 1     | Turbo                              | 26     |        |

## Pole position et record du tour
- Pole position : Ayrton Senna en 1 min 29 s 450 (vitesse moyenne : 161,547 km/h).
- Meilleur tour en course : Nelson Piquet en 1 min 31 s 001 au 73e tour (vitesse moyenne : 158,794 km/h).

## Tours en tête
- Ayrton Senna : 32 (1-11 / 36-56)
- Nelson Piquet : 44 (12-35 / 57-76)

## À noter
- 16e victoire pour Nelson Piquet.
- 29e victoire pour Williams en tant que constructeur.
- 14e victoire pour Honda en tant que motoriste.
- 100e Grand Prix pour Alain Prost.
- La course est stoppée au bout de 2 heures, soit 76 des 77 tours prévus.